# جورج ماير (لاعب كرة قاعدة)
جورج ماير (بالإنجليزية: George Meyer)‏ هو لاعب كرة قاعدة أمريكي، ولد في 3 أغسطس 1909 في شيكاغو في الولايات المتحدة، وتوفي في 3 يناير 1992 في هوفمان استيتس في الولايات المتحدة.

## وصلات خارجية
- جورج ماير على موقعبيزبول رفرنس.كوم (الدوري الرئيسي) (الإنجليزية)